# 凯特琳·加富特
凯特琳·加富特（英語：Katrin Garfoot，1981年10月8日—），澳大利亚女子自行车运动员，2016年世界公路自行车锦标赛女子计时赛铜牌得主、2017年世界公路自行车锦标赛女子公路赛银牌得主和女子计时赛铜牌得主。